# Чернещина (Золотоніський район)
Черне́щина — село в Україні, у Золотоніському районі Черкаської області. Входить до складу Зорівської сільської громади. Населення — 301 чоловік.

## Історія
Було приписане до Вознесенської церкви у Благовіщінському,
Село згадується в 1859 році. Поселення кріпаків було передано монастирю. Звідси й назва — селом володіли черниці.
Хутір є на мапі 1869 року.
До 1974 року входило до Драбівського району.

## Населення

### Мова
Розподіл населення за рідною мовою за даними перепису 2001 року:
| Мова       | Кількість | Відсоток |
| ---------- | --------- | -------- |
| українська | 292       | 97.01%   |
| російська  | 9         | 2.99%    |
| Усього     | 301       | 100%     |

## Відомі люди
Нагороджені за працю:
- орден Леніна — ланкова М. Г. Торопова;
- орден Трудового Червоного Прапора — комбайнер Г. І. Дроздовський, тракторист

Д. Й. Мисенко, ланкова М. Г. Торопова, доярка О. П. Тетьора, ланкова К. І. Верещетін, зоотехнік Г. К. Тетьора, телятниця Г. С. Руденко;
- орден Трудової Слави — тракторист Д. Й. Мисенко;
- орден «Знак Пошани» — ланкова М. Г. Торопова, ланкова М. А. Гарбуз, бригадир тракторної бригади Ю. І. Лада, голова колгоспу К. О. Гладка, тракторист-комбайнер А. А. Бульченко, доярка М. П. Омельяненко.

Виходець із села — графік, заслужений художник УРСР Антон Кирилович Тетьора.